# دیوید بردلی (بازیگر انگلیسی)
دیوید بردلی (به انگلیسی: David Bradley) (زاده: ۱۷ آوریل ۱۹۴۲) بازیگر انگلیسی است. شهرت او بخاطر بازی در نقش آرگوس فیلچ سرایدار مدرسه هاگوارتز در فیلم‌های هری پاتر است. او در سریال بازی تاج‌وتخت نیز نقش لرد والدر فری را ایفا کرده‌است. او همچنین در فیلم شوک، مو خشک‌کن، باغ نیمه‌شب تام و شاه زنده است هم بازی کرده‌است.